# Cratere Atra-hasis
Atra-hasis è un cratere sulla superficie di Ganimede.